# 27765 Brockhaus
27765 Brockhaus è un asteroide della fascia principale. Scoperto nel 1991, presenta un'orbita caratterizzata da un semiasse maggiore pari a 2,2829505 UA e da un'eccentricità di 0,1279389, inclinata di 7,68309° rispetto all'eclittica.